# Miguel Molina Chamorro

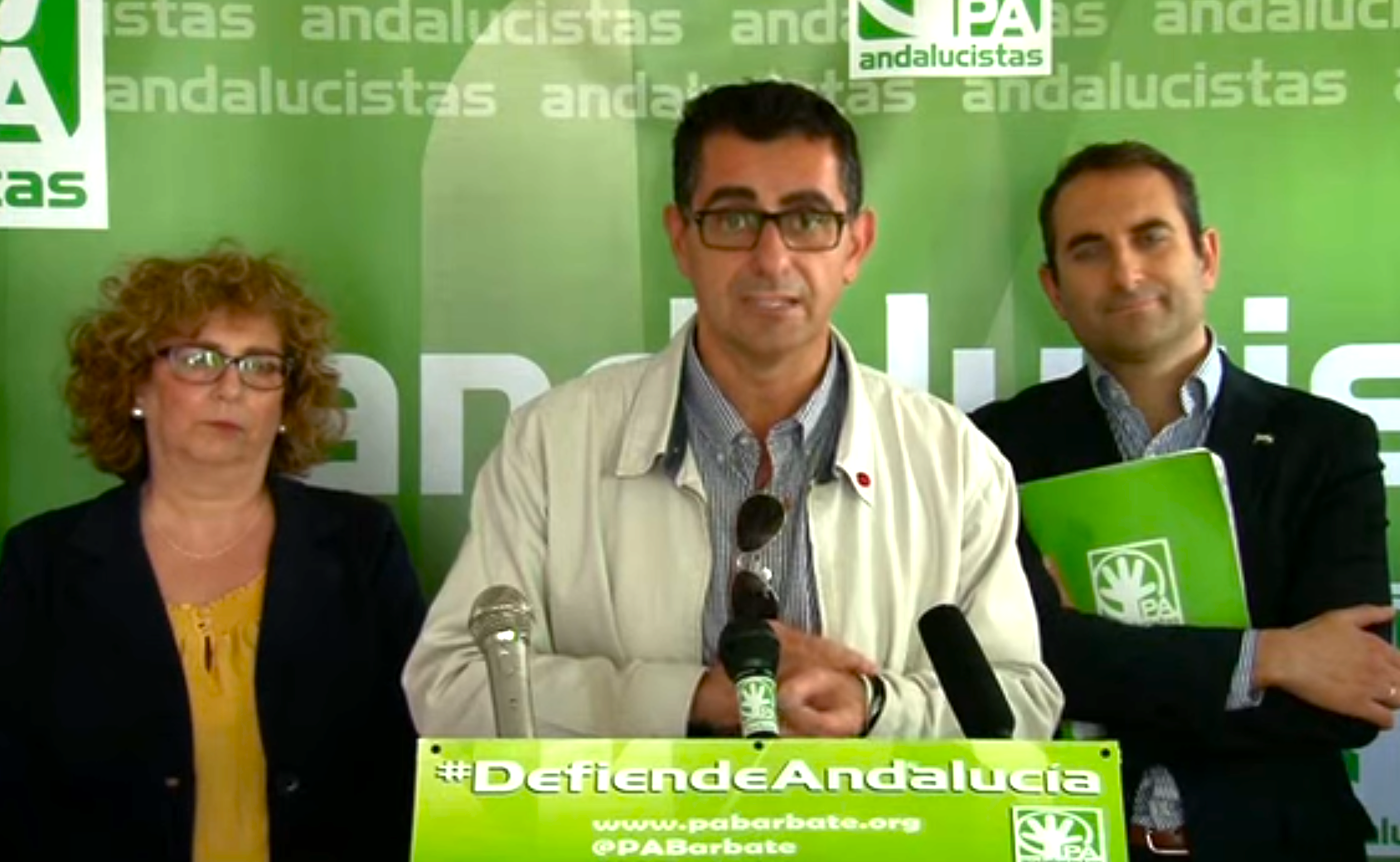
Miguel Molina Chamorro

Miguel Francisco Molina Chamorro (* 16. März 1972 in Barbate) ist ein spanischer Politiker der AxSI und Bürgermeister von Barbate.
2015 hatte er für das Amt für die Andalusische Partei kandidiert und war gewählt worden. Bei den Kommunalwahlen 2019 und 2023 wurde er – nunmehr als Kandidat für Andalucía Por Sí – wiedergewählt.

## Biographie
Er wurde 1972 in Barbate als Sohn einer einheimischen Seefahrerfamilie geboren und verlor im Alter von 16 Jahren seinen Vater. Er begann sein Lehramtsstudium an der Universität Cádiz. 1997 schloss er sein Bachelorstudium in Psychopädagogik ab. Er ist verheiratet und Vater von zwei Töchtern.
Er war Sprecher der Andalusischen Partei im Stadtrat von Barbate, nachdem er bei den Kommunalwahlen 2011 der Kandidat der örtlichen Formation für den Stadtrat seiner Heimatstadt war. Darüber hinaus wurde er zum Regionalsekretär der PA in La Janda ernannt.
Im Jahr 2012 kandidierte er für das Amt des Provinzsekretärs der andalusischen Formation in Cádiz.
2015 wiederholte er seine Kandidatur für das Amt des Bürgermeisters von Barbate. Nach den Wahlen war die PA die Partei mit den meisten Stimmen. Sie erhielt acht Stadträte. Nachdem er nach Bündnissen gesucht hatte, wurde Miguel Molina Bürgermeister von Barbate.
2019 wurde er durch die neue AxSI-Partei der Bürgermeister mit den meisten Stimmen in Spanien.
Im Jahr 2023 trat AxSí gemeinsam mit anderen lokalen Kräften in der Koalition Andaluces Levantaos an. Bei den Wahlen erhielt die andalusische Partei 8 Stadträte, 9 weniger als die 17 bei der vorherigen Wahl, sodass sie keine Chance auf eine absolute Mehrheit hatte. Schließlich gelang es ihr dank einer Vereinbarung mit der kommunalen Vertretung der Volkspartei, sich auf einen Regierungspakt zu einigen, der es Miguel Molina ermöglichte, seine dritte Amtszeit als Bürgermeister anzutreten.